# عروسی خون (فیلم ۱۹۷۷)
«عروسی خون» (فرانسوی: Noces de sang‎) یک فیلم است که در سال ۱۹۷۷ منتشر شد. از بازیگران آن می‌توان به ایرنه پاپاس اشاره کرد.